# Kongelig Dansk Yachtklub
Kongelig Dansk Yachtklub (KDY) är Danmarks äldsta segelsällskap, bildat 1866. KDY ingår i den rikstäckande organisationen Dansk Sejlunion men räknas som en egen krets. KDY:s klubbhus ligger i Tuborg Havn. Vid 25-årsjubileet 1891 fick föreningen som tidigare hette Dansk Forening for Lystsejlads kung Kristian IX:s tillstånd att byta namn.